# Centricnemus leucogrammus
Centricnemus leucogrammus — вид жесткокрылых семейства долгоносиков.

## Описание
Жук длиной 3—4 мм. Верхняя часть тела в серебристо-белых или светло-серых чешуйках, щетинки на промежутках надкрылий очень короткие, прилегающие. Вершины передних голеней расширены в наружной части и несут три зубца. Головотрубка конически сужена вперёд, очень короткая.

## Экология
Личинки жука развиваются в соцветиях ястребинки (Hieracium) и в цветах ветреницы лесной (Anemone sylvestris). Взрослые жуки вредят свекле (Beta).